# Mesoleptus futilis
Mesoleptus futilis là một loài tò vò trong họ Ichneumonidae.